# Prószyński i S-ka
Prószyński i S-ka – polskie wydawnictwo działające w latach 1990–2008, od 2009 imprint wydawnictwa Prószyński Media.

## Historia
Wydawnictwo powstało w sierpniu 1990 jako spółka cywilna pięciu osób. We wrześniu 1993 zmieniło status na spółkę jawną, a w połowie 1995 na spółkę akcyjną. Założycielami byli Mieczysław Prószyński, Jacek Herman-Iżycki, Grzegorz Lindenberg (zrezygnował po roku), Zbigniew Sykulski oraz Tadeusz Winkowski. Zajmowało się wydawaniem czasopism (od 1990 do 2002) oraz książek (od 1992 do 2008).
Największym przebojem był „Poradnik Domowy”, miesięcznik z poradami wymyślony przez Renatę Sławińską, Mirosławę Kossowską i Mieczysława Prószyńskiego. Pierwszy numer ukazał się w październiku 1990 w nakładzie 150 tys. egzemplarzy. Potem przez trzy lata nakład rósł z numeru na numer. Rosła też prenumerata i w szczycie powodzenia rozchodziło się w ten sposób 570 tys. egzemplarzy. Rekordowy numer, z grudnia 1993, sprzedał się w 2,7 mln egz. (a średnio w tym roku sprzedawało się 2,5 mln egz. każdego numeru).
Wielkim sukcesem wydawniczym były też „Cztery Kąty”, miesięcznik poświęcony urządzaniu wnętrz, który powstał w 1991 roku z wydzielenia działu porad architekta w „Poradniku Domowym”.
W zakresie wydawnictw książkowych wartościową inicjatywą edytorską było przejęcie po Ossolineum Biblioteki Przekładów z Literatury Antycznej i jej kontynuacja w latach 1998-2008; w ramach utworzonej serii Biblioteka Antyczna wydano łącznie 42 tytuły.
W 1992 w ramach wydawnictwa powstała Księgarnia Krajowa – księgarnia wysyłkowa nazwana tak na pamiątkę księgarni wysyłkowej założonej w 1878 przez Konrada Prószyńskiego, dziadka Mieczysława. We wrześniu 1993 Księgarnia Krajowa została przemianowana na Klub Książki Księgarni Krajowej. W latach 1996–2003 wydawnictwo pełniło także rolę spółki holdingowej dla kilku spółek-córek, m.in. w latach 1998-2003 było właścicielem księgarni internetowej Merlin.pl.
W kwietniu 2002 większość tytułów prasowych została sprzedana Agorze i od tego czasu wydawnictwo zajmowało się już tylko wydawaniem książek.
W grudniu 2008 działalność wydawnicza przejęta została przez wydawnictwo Prószyński Media, a w październiku 2009 obie spółki formalnie się połączyły. Od tej pory istnieje tylko wydawnictwo Prószyński Media, które jest prawnym następcą (nieistniejącej już) spółki akcyjnej Prószyński i S-ka.
Książki wydawane przez połączone wydawnictwa nadal sygnowane są znakiem handlowym (imprintem) Prószyński i S-ka.

## Czasopisma
(w nawiasie okres ukazywania się w tym wydawnictwie)
- Studio – dwumiesięcznik
- Fantazja – miesięcznik (1991-1992)
- Gazeta Rodzinna – tygodnik (wrzesień 1993-maj 1994)
- Sowa – miesięcznik (1994)
- Komiks – miesięcznik (1991-1995)
- Kwak – miesięcznik (1993-1995)
- Bęc – miesięcznik (1992-1996)
- Już czytam – miesięcznik (1993-1996)
- Fenix – miesięcznik (1991-1999), powstał w 1990
- Zwierzaki – miesięcznik (1992-1999)
- Zwierzaki Plakat – miesięcznik z plakatami zwierząt (1993-1999)
- Smaki i Smaczki – miesięcznik (2000)
- Nowa Fantastyka – miesięcznik (1990-2002), powstał w 1982
- Poradnik Domowy – miesięcznik (1990-2002)
- Cztery Kąty – miesięcznik (1991-2002)
- Świat Nauki – miesięcznik (1993-2002), wydawany na licencji „Scientific American”, w Polsce od 1990
- Wiedza i Życie – miesięcznik (1993-2002), powstał w 1926
- Motomagazyn – miesięcznik (1993-2002)
- Kuchnia – miesięcznik (1995-2002)
- Kwietnik – miesięcznik (1995-2002)
- Dziecko – miesięcznik (1995-2002)
- Ładny Dom – miesięcznik (1998-2002)
- Bukiety – kwartalnik (1998-2002)
- Lubię gotować – miesięcznik z przepisami kulinarnymi (1998-2002)
- Ogrody – miesięcznik (1999-2002)
- Poster Motomagazyn – miesięcznik z plakatami samochodów (1999-2002)
- Biblioteczka Poradnika Domowego – miesięcznik z przepisami kulinarnymi (1992-2006)

## Inne wydawnictwa seryjne (prasowe)
- Tytus, Romek i A’Tomek – seria komiksów (1990-2000), rysowana przez Henryka Chmielewskiego od 1957